# خواكين غوميز
خواكين غوميز بيروييرا (بالإسبانية: Joaquín Gómez Peruyera)‏ (20 ديسمبر 1937 بيسكاي إسبانيا - 2 أبريل 2013) هو لاعب كرة قدم إسباني سابق كان يلعب كمدافع.